# جاستون أخيل
جاستون أخيل (1876 – 10 أغسطس 1911) هو مبارز بالسيف فرنسي راحل، مثّل بلاده في الألعاب الأولمبية الصيفية 1900.

## روابط خارجية
جاستون أخيل على موقع أوليمبيديا (الإنجليزية)